# Greatest Hits (Paola Turci)
Greatest Hits è una raccolta di grandi successi di Paola Turci pubblicata nel 2003 dall'etichetta discografica BMG Italy. Contiene 2 cd che propongono tracce riprese dai precedenti album come segue:
CD 1
Tracce dalla nr. 1 alla nr. 5 inclusa dall'album Ragazza sola, ragazza blu
Tracce dalla nr. 6 alla nr. 10 inclusa dall'album Paola Turci
Tracce dalla nr. 11 alla nr. 14 inclusa dall'album Ritorno al Presente
CD 2
Tracce dalla 1 alla 5 inclusa dall'album Candido
Tracce dalla nr. 06 alla nr. 10 inclusa dall'album Ragazze
Tracce dalla nr. 11 alla nr. 15 inclusa dall'album Una sgommata e via
Traccia nr. 16 dall'album Volo Così

## Tracce
CD Nr 1 (RCS 082876529192)
1. Sarò bellissima –4:29 (G. Chiocchio – R. Righini)
2. Lettera d'Amore d'Inverno – 4:21(M. Castelnuovo - G. Chiocchio - R. Righini)
3. Mi Chiamo Luka – 3:51 (G. Chiocchio - S. Vega)
4. L'uomo di Ieri – 3:34 (M. Castelnuovo - G. Chiocchio)
5. Primo Tango – 4:10 (M. Castelnuovo - G. Chiocchio - R. Righini)
6. Bambini - 4:08 (A. Rizzo - R. RIghini)
7. Saigon 4:30 (F. De Gregori)
8. Siamo Gli Eroi 4:31 (A. Rizzo - R. Righini)
9. Fine di un Amore 3:31 (L. Barbarossa)
10. Ti Amero' lo Stesso 3:05 (A. Rizzo - R. Righini)
11. Ringrazio Dio 4:43 (A. Rizzo - Rambow - R. Silvestro)
12. Frontiera 4:51 (A. Rizzo - R. Righini)
13. Lungo Il Fiume 3:41 (A. Rizzo - F. Ventura - A. Bartoli)
14. Ne Placi, Synok 4:18 (W. Presnyachkof - I. Resnik - A. Rizzo)

Durata totale: 54:43
CD Nr 2 (RCS 082876529192)
1. Stringimi Stringiamoci – 4:25 (A. Rizzo - F. Micocci -  R. Righini)
2. Con una Chitarra, Jane  – 3:58 (A. Rizzo - R. Righini)
3. Candido – 4:29 (A. Rizzo - R. Righini)
4. Io con Lui (Dondola Dondola) – 3:12 (A. Rizzo - R. Righini)
5. Dove Andranno Mai i Bambini Come Noi – 4:22 (A. Rizzo - R. Righini)
6. Io e Maria - 3:47 (L. Carboni)
7. Stato di Calma Apparente - 3:58 (P. Turci - G. Chiocchio)
8. Mentre Piove - 4:31 (R. Kunstler - S. Cammariere)
9. La Ragazza di Roma - 4:34 (P. Turci - G. Chiocchio - F. Barbato)
10. Ancora Tu -  4:43 (Mogol - L. Battisti)
11. Una Sgommata e Via - 4:23 (V. Rossi - R. Casini - A. Righi )
12. Muoviti  - 5:10 (R. Casini - A. Righi)
13. L'Onda - 4:28 (P. Turci - R. Casini )
14. Allora Balliamo - 4:30  (P. Turci - R. Casini - A. Righi)
15. Nosy-Be (Isola Grande) 4:37 (P. Turci - A. Pennino)
16. Volo Così 4:00 (P. Turci - R. Casini)

Durata totale: 69:07